# Pseudestoloides costaricensis
Pseudestoloides costaricensis är en skalbaggsart som beskrevs av Stefan von Breuning och Heyrovsky 1961. Pseudestoloides costaricensis ingår i släktet Pseudestoloides och familjen långhorningar.
Artens utbredningsområde är Costa Rica. Inga underarter finns listade i Catalogue of Life.